# Data-роуминг
GPRS-роуминг - разновидность роуминга, позволяющая абоненту пользоваться услугами на базе технологии GPRS со своей SIM-картой за пределами домашней сети. Как правило, цены на GPRS-трафик во внутрисетевом роуминге по России те же, что и в домашней сети, либо незначительно выше. Так, первый общероссийский оператор сотовой связи — ОАО «МегаФон» — установил[когда?] единые по всей сети тарифы на внутрисетевой GPRS-роуминг.
В роуминге в сетях других операторов, в том числе за рубежом они могут быть существенно выше.
Доступные услуги:
- WAP-доступ,
- Интернет-доступ,
- MMS.